# Aubin-Saint-Vaast
Aubin-Saint-Vaast is een gemeente in het Franse departement Pas-de-Calais (regio Hauts-de-France). De gemeente telt 780 inwoners (2005) en maakt deel uit van het arrondissement Montreuil. 

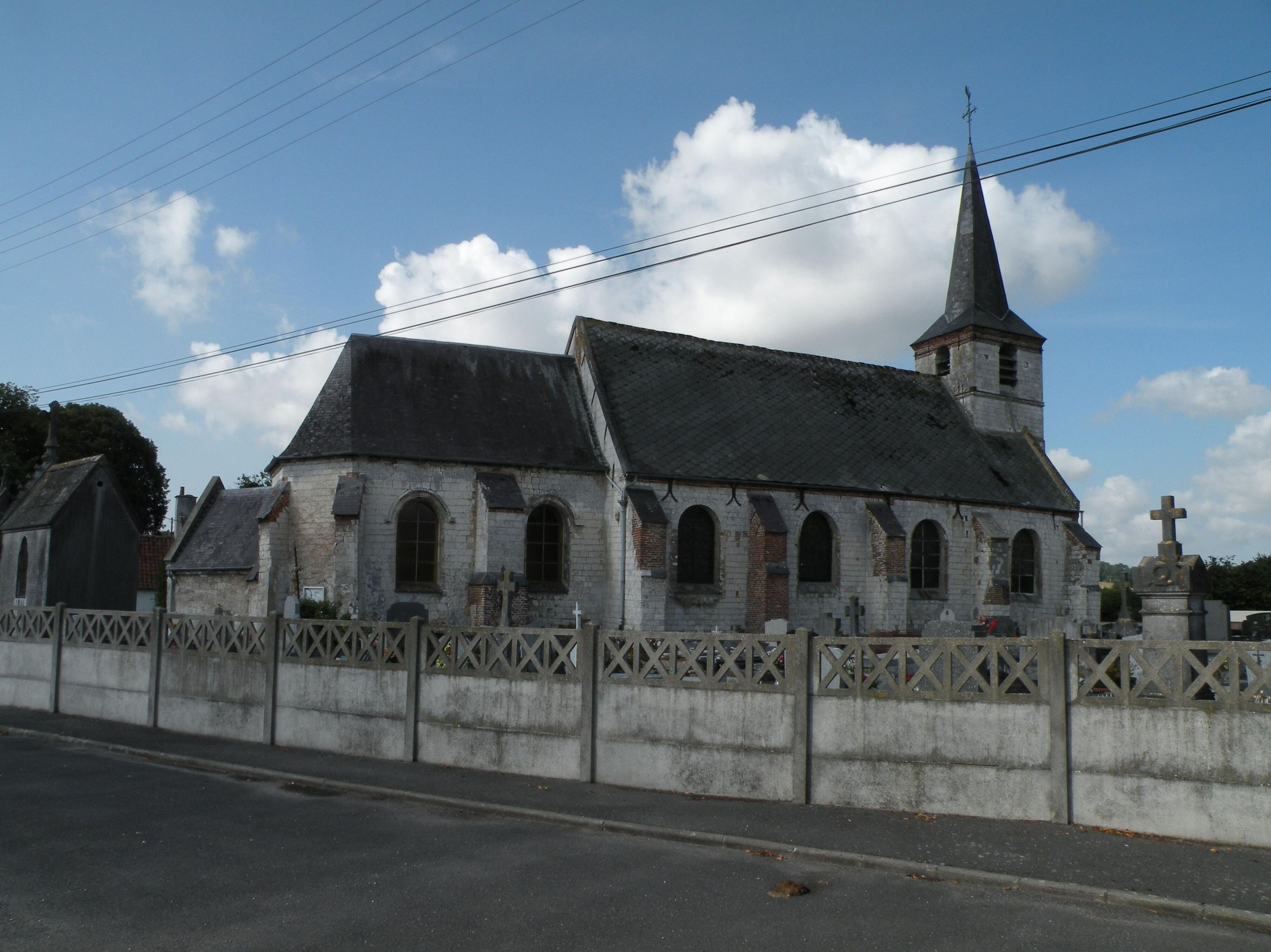
Église Saint-Aubin

## Geschiedenis
De huidige gemeente bestaat uit de kernen Aubin ten zuiden van de Canche en Saint-Vaast ten noorden. Een oude vermelding van Saint-Vaast dateert uit de 12de eeuw als Sanctus Vedastus. De kerk was een hulpkerk van de kerk van Contes. Een oude vermelding van Aubin dateren uit de 12de eeuw als Albin. Aubin had Bouin als hulpkerk.
Op het eind van het ancien régime werden Aubin en Saint-Vaast ondergebracht in de gemeente Aubin-Saint-Vaast. In de revolutionaire periode werd de gemeente eventjes Aubin-Marat genoemd.
De kerk van Saint-Vaast werd verlaten in 1820. Het schip stortte in 1870 in en werd in 1889 helemaal gesloopt; enkel de kerktoren bleef behouden.

## Geografie
De oppervlakte van Aubin-Saint-Vaast bedraagt 6,7 km², de bevolkingsdichtheid is 116,4 inwoners per km². Door de gemeente loopt de Canche. Ten zuiden van de rivier ligt de kern Aubin, ten noorden de kern Saint-Vaast.
De onderstaande kaart toont de ligging van Aubin-Saint-Vaast met de belangrijkste infrastructuur en aangrenzende gemeenten.

## Bezienswaardigheden
- De Église Saint-Aubin in Aubin. De kerkklok van 1790 werd in 1943 geklasseerd als monument historique.
- De kerktoren van de gesloopte Église Saint-Vaast in het gehucht Saint-Vaast. Het 12de-eeuwse portaal werd in 1926 ingeschreven als monument historique.
- Op het kerkhof van Aubin bevindt zich een Brits oorlogsgraf uit de Eerste Wereldoorlog.

## Demografie
Onderstaande figuur toont het verloop van het inwonertal (bron: INSEE-tellingen).

## Verkeer en vervoer
In de gemeente staat het spoorwegstation Aubin-Saint-Vaast.